# منصورة معزي (حسيني)
منصورة معزي (بالفارسية: منصوره ماضی) هي منطقة سكنية تقع في إيران في محافظة خوزستان. يقدر عدد سكانها بـ 19 نسمة بحسب إحصاء 2016.